# 실크웜 (미사일)

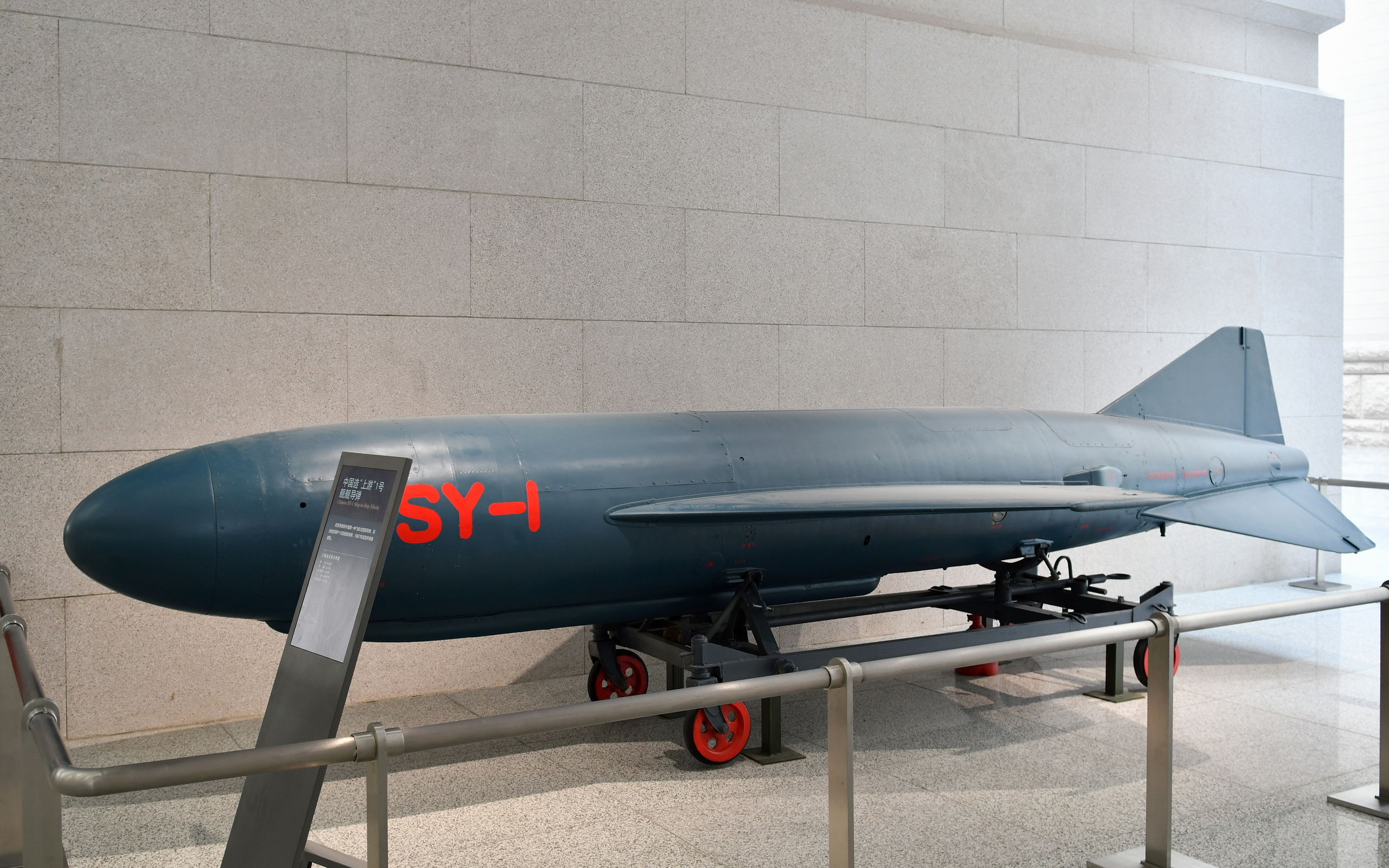
실크웜 미사일. 중국판 스틱스 미사일이다.

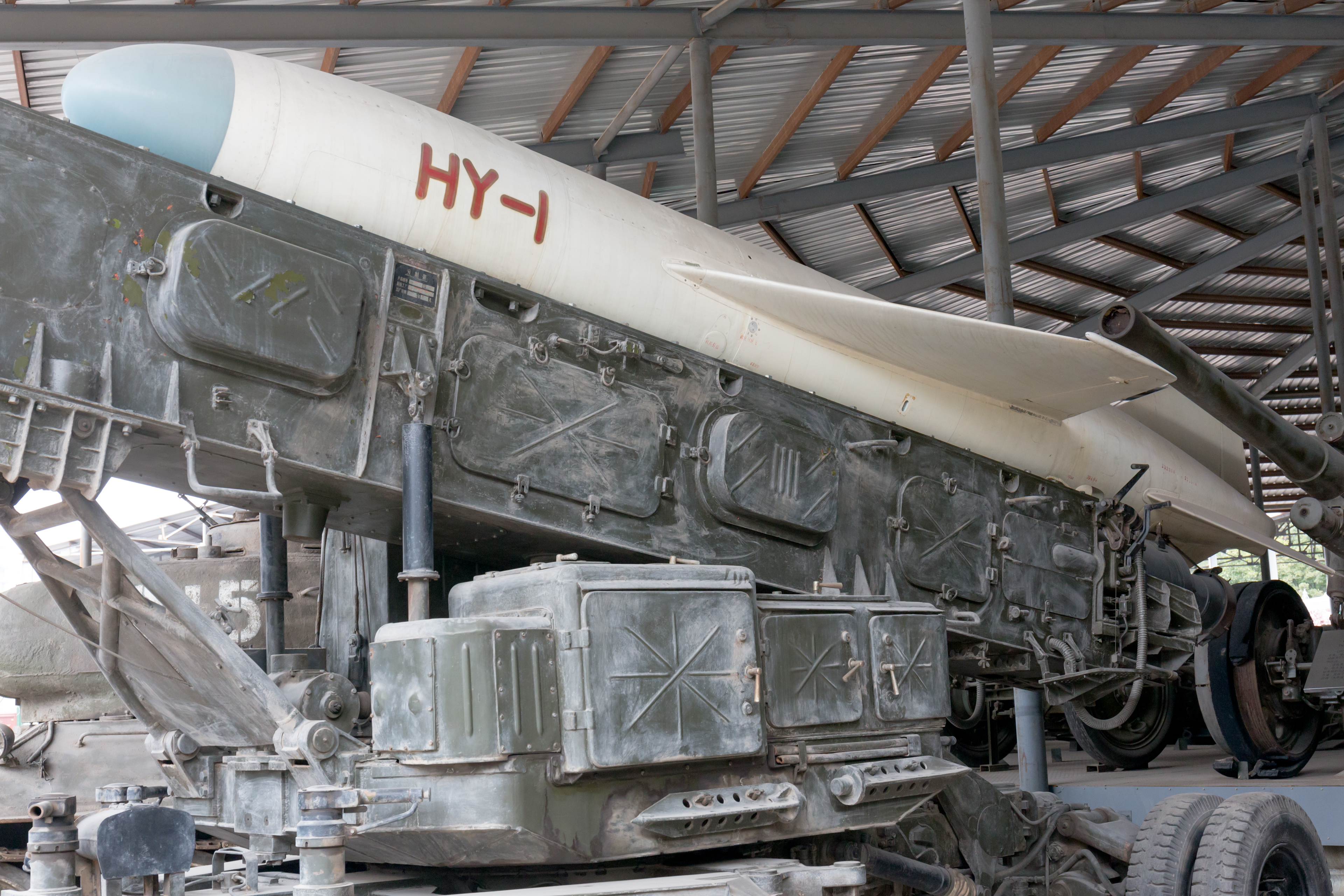
실크웜 미사일. 중국판 스틱스 미사일이다.

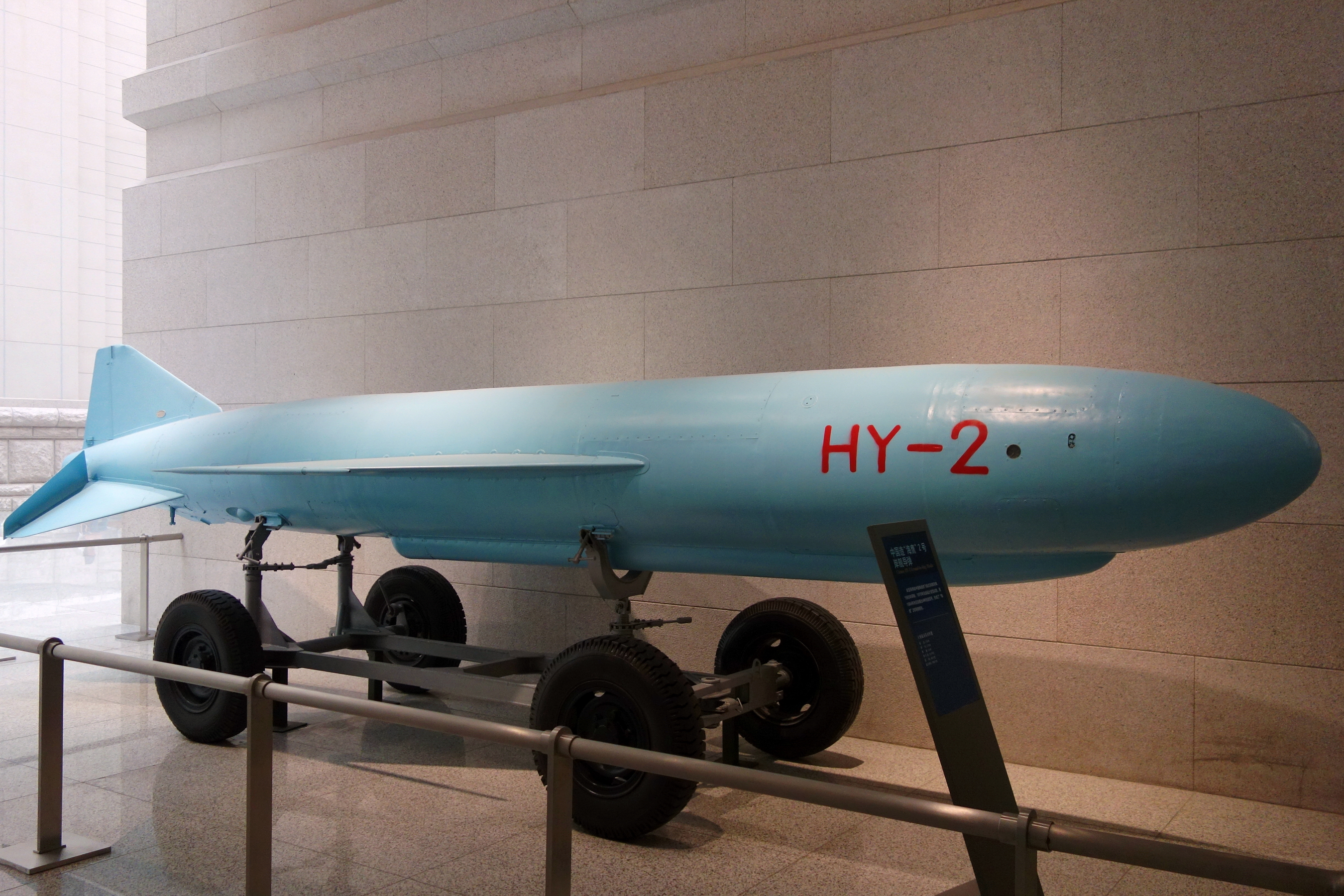
실크웜 미사일. 중국판 스틱스 미사일이다.

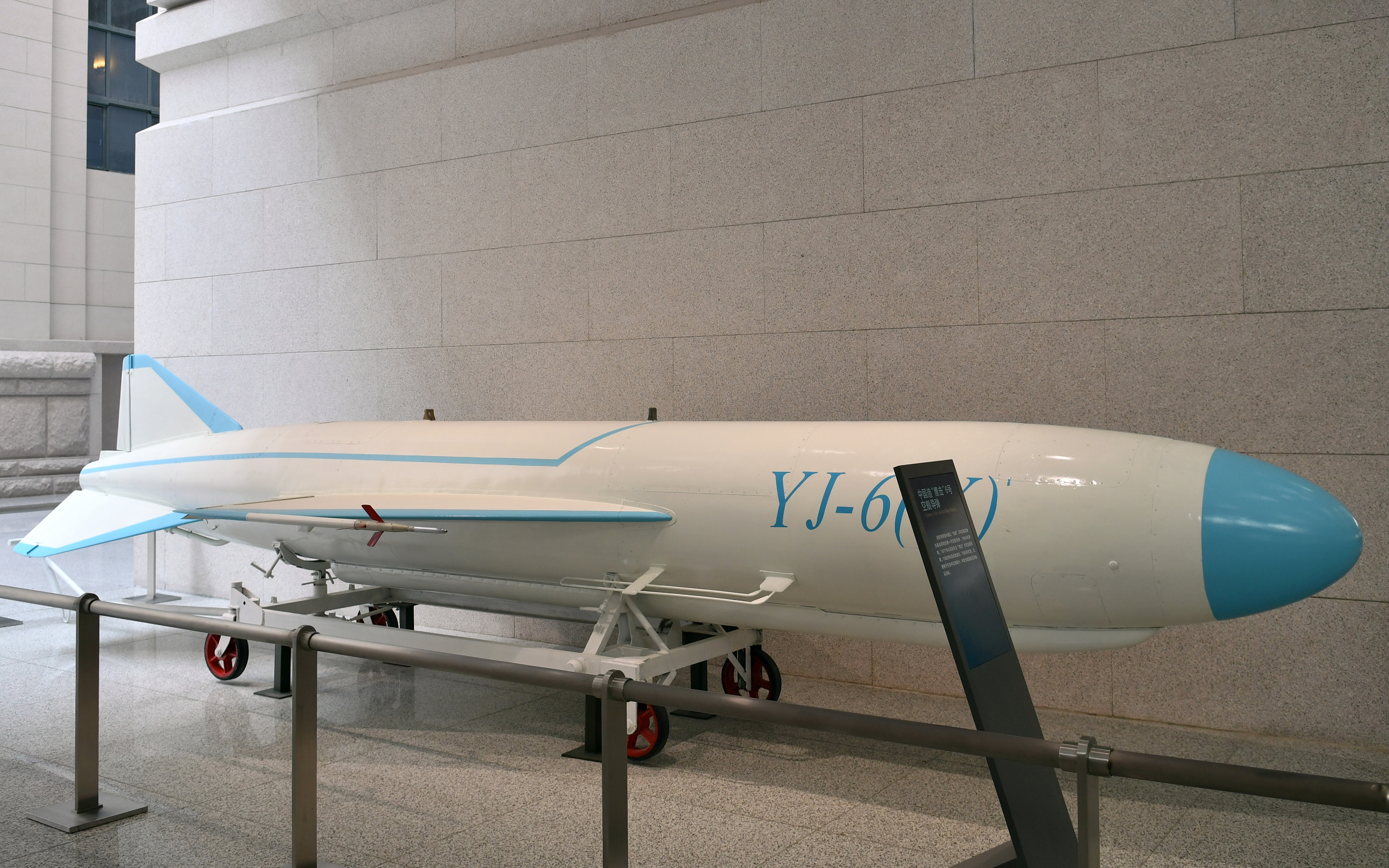
YJ-6

실크웜 미사일(영어: Silkworm missile) 또는 HY-2 하이잉(중국어: HY-2 海鹰)은 중국의 대함 미사일이다. C-201이라고도 불리며, 소련의 스틱스 미사일을 중국이 개량한 것이다. 북한도 사용한다. 개량형 중에는 지상 공격 능력이 있는 것도 있다.

## 이름
| 중국             | 수출용 | 나토명     | 나토/미국방부 코드 | 주석             |
| ---------------- | ------ | ---------- | ------------------ | ---------------- |
| Shang You (SY-1) | FL-1   | SCRUBBRUSH | CSS-N-1            | tbd              |
| Shang You (SY-2) | FL-2   | SABBOT     | CSS-N-5            | tbd              |
| Hai Ying (HY-1)  | FL-3   | SAFFLOWER  | CSS-N-2            | 선박 발사형      |
| Hai Ying (HY-1)  | tbd    | SILKWORM   | CSSC-2/CSS-N-2     | 지상 발사형      |
| Hai Ying (HY-2)  | C-201  | SEERSUCKER | CSSC-3             | 지상 발사형      |
| Hai Ying (HY-3)  | C-301  | SAWHOUSE   | CSSC-6             | 지상 발사형      |
| Hai Ying (HY-4)  | C-401  | SADSACK    | CSSC-7             | 지상/공중 발사형 |

실크웜은 원래 나토명으로, 개량형은 다른 나토명이 각각 부여되어 있으나, 그냥 일반적으로 실크웜 미사일로 부른다. 예를 들면, 걸프전이 종료되고 아랍에미리트는 30발의 실크웜 미사일을 주문했다고 제인스 디펜스 위클리지가 보도했다. 그러나, 중국 국내 언론에서는 XW-41 미사일이라고 보도되었다.

## 파생형
- SY-1 : 40 km  중국판 스틱스 미사일의 최초.
- SY-2 : 50 km[1]
- HY-1 : 70 km
- HY-2 : 95 km  액체연료 로켓
- HY-3 : 130 km , FAS
- HY-4 : 135 km[2][3]
- XW-41 : 300 km 레이다 유도와 GPS/GLONASS 유도. GPS는 지상 공격 능력이 있다는 의미이다.
- YJ-6 (C-601) : 110 km.
- C-611 : 200 km

### YJ-63 (C-603)
HY-4 와 XW-41는 원래 중동 시장 수출용이었으나, 중동 전쟁이 종료됨으로 인해 시장을 잃었다. 그리하여 XW-41 미사일을 최초로 고유한 공대지 정밀 공격 미사일로 개조했다. 1990년대 중반에 海鹰机电技术研究院에서 시작되었으며, 2002년에 프로젝트가 완료되었다. 새로 개발된 미사일의 이름은 YJ-63 또는 C-603으로 명명되었다. XW-41의 레이다 유도방식은 TV 유도방식으로 바뀌었다. 꼬리 부분의 역 Y자는 X자로 바뀌었다. 터보젯 엔진을 장착했다. 사진 

### KD-63
YJ-63의 개량형으로 2004 - 2005년에 실전배치되었다. 대지 공격 미사일로서 외형이 YJ-63과 비슷하다. 다만, YJ-63 미사일의 앞부분이 TV 카메라를 위한 유리창으로 되어 있는 반면에, KD-63은 유리창이 사라졌다. 이것은 다른 유도방식을 의미하는데, 무엇인지는 미확인이다.

## 사용국가
- 방글라데시[4]
- 중화인민공화국
- 이란
- 이라크
- 조선민주주의인민공화국
- 수단
- 아랍에미리트

## KN-01 미사일
KN-01 미사일은 북한판 실크웜 미사일 또는 북한판 스틱스 미사일이며 서방으로 치면 북한판 하푼이나 북한판 엑조세 미사일을 말한다.
KN-01은 실크웜(사거리 83∼95 km)을 사거리 100 km 이상으로 개량한 지대함 미사일로, 길이 5.8m, 직경 76cm다.
북한은 2003년 2월부터 2007년 6월까지 중부 동해안 및 서해 중부 해상에서 매년 1~2차례씩 모두 10회에 걸쳐 'KN-01' 미사일을 발사했다.